# Oak Park (Illinois)
Oak Park ist ein westlicher Vorort Chicagos im Cook County im US-Bundesstaat Illinois. Oak Park hat eine direkte Verbindung zum Zentrum Chicagos, dem Loop, dank des öffentlichen Personennahverkehrs wie der Chicago Elevated und der Busse der Chicago Transit Authority. Beim Census 2020 lebten 54.583 Einwohner in der Stadt.

## Geschichte
In 1837 erwarb Joseph Kettlestrings 172 Acre Land westlich von Chicago. Bis 1850 war die Galena and Chicago Union Railroad bis nach Elgin gebaut worden und die Strecke führte durch Oak Park. Die Bevölkerung des Ortes boomte während der 1870er Jahre, als die Bewohner Chicagos sich nach dem Großen Brand von Chicago von 1871 hier ansiedelten. Die Ortschaft Oak Park wurde nach einem Referendum im Jahre 1902 formell gegründet.

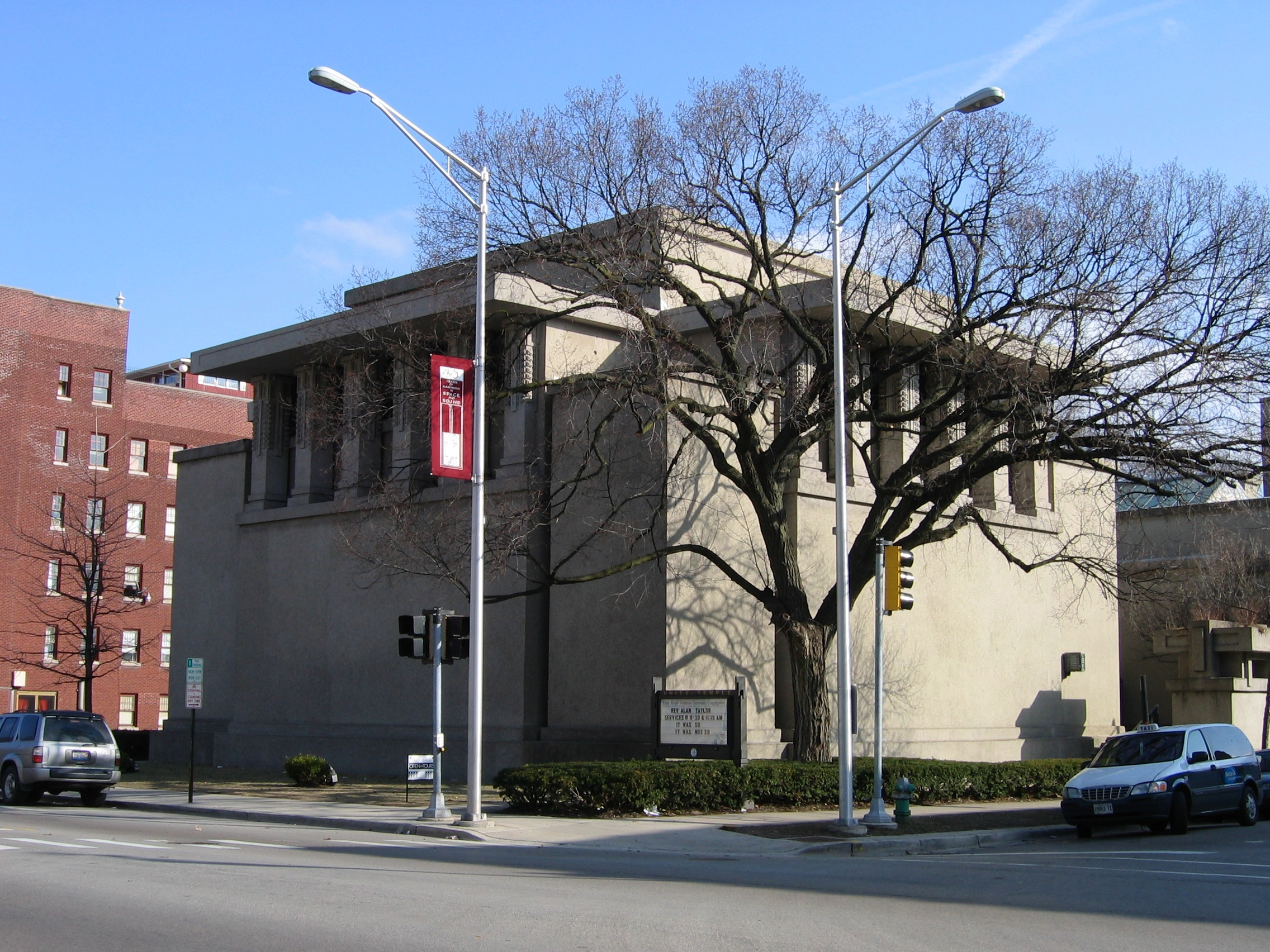
Unity Temple, entworfen von Frank Lloyd Wright

Die Prohibition von Alkohol hat in Oak Park eine lange Geschichte. Von der Gründung an durfte innerhalb der Stadtgrenzen kein Alkohol verkauft werden. Dieses Gesetz wurde 1973 etwas gelockert, als Restaurants und Hotels erlaubt wurde, Alkohol zu servieren und nochmals im Jahre 2002, als ausgewählten Verkaufsläden die Erlaubnis gegeben wurde, verpackten Branntwein zu verkaufen.
Philander Barclay war ein örtlicher Geschichtsschreiber, Fahrradreparateur und einer der ersten Amateurphotographen des Gebietes. Er lebte während des späten 19. und frühen 20. Jahrhunderts in Oak Park, was wahrscheinlich einer der interessantesten Zeitabschnitte in der Ortsgeschichte war. Barclay war ein ungleicher Zeitgenosse zu Frank Lloyd Wright, Ernest Hemingway und Doris Humphrey.
Seine Eltern besaßen eine Drogerie und schon früh in seinem Leben begann Philander mit seinem Fahrrad durch die Gegend zu fahren und Photographien von Plätzen und Menschen zu machen. Bis zu seinem Tode im Jahre 1940 hat er eine beeindruckende und unverzichtbare Sammlung von mehr als 1000 Bildern zusammengetragen, die jetzt von der Oak Park and River Forest Historical Society gehütet wird. Eine Auswahl ist auch online verfügbar.

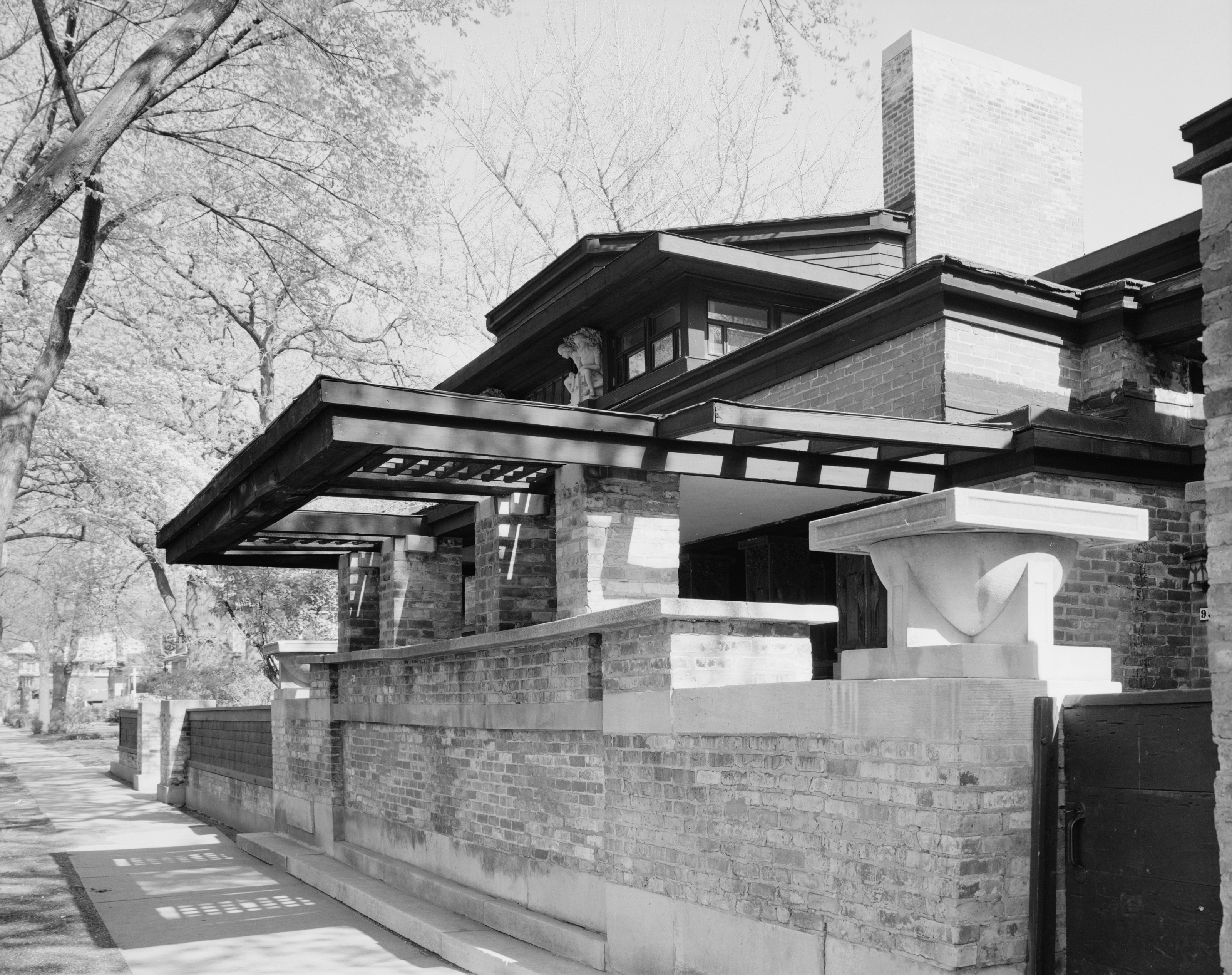
Frank Lloyd Wrights Wohnhaus in Oak Park, Illinois.

 Während der letzten Jahre haben steigende Steuern hunderte von Einwohnern veranlasst, von Oak Park wegzuziehen, diese Verluste wurden aber durch die Ankunft von Familien aus der Umgebung mit höherem Einkommen ausgeglichen. Derzeit lässt sich Oak Park durch teure Häuser, friedliche Parks und ein ausgezeichnetes Schulsystem charakterisieren. Dem stehen allerdings die steigenden Abgaben und hohe Leerstände bei Geschäftsräumen gegenüber. Auf der anderen Seite gilt Oak Park als einer der schönsten Vororte Chicagos.
Derzeit findet sich die Bevölkerung von Oak Park zerstritten über die Frage der Entwicklung und Erneuerung des Zentrums. Viele Einwohner befürchten den Verlust der historischen Strukturen, weil marode Gebäude durch hochpreisige Apartments und moderne Einkaufszentren ersetzt werden. Auf der Marion Street Mall ab der Lake Street wird als Gegenmaßnahme zu dem hohen Leerstand die Straße für den Verkehr geöffnet, um die Attraktivität und den Verkehrsfluss durch das Zentrum zu steigern. Diese Entwicklung verdrängt ein einst baumbewachsenes Gebiet innerhalb des Zentrums, dass es niemals geschafft hatte, ausreichend Umsatz und Besucherfrequenz zu schaffen, wie dies die Einwohner gehofft hatten, als das Gebiet in den späten 1970er Jahren gestaltet wurde. Die Stadtverwaltung wird allerdings abgesehen von der neuen Pflasterstraße und den Gehsteigen Skulpturen, Bäume, eine Springbrunnenanlage und Torbögen errichten, um das Aussehen der Straße zu verbessern. Diese Entscheidung hat viele Debatten ausgelöst, weil zahlreiche Einwohner nicht wünschen, dass die Mall verschwindet, wohingegen andere sich davon eine verbesserte Vitalität des Geschäftslebens erhoffen.
Oak Park wurde in den letzten Jahren ein bevorzugtes Ziel von Touristen in der Region Chicago, da viele Reisende kommen, um die Bauwerke Frank Lloyd Wrights zu besichtigen, die über das Stadtgebiet verteilt sind. In Oak Park findet sich die größte Ansammlung von dessen Bauwerken, darunter der Unity Temple oder das George W. Smith House. Oak Park ist bekannt für die vielen historischen Wohnhäuser, die sich zumeist im Norden der Ortschaft befinden.

## Geographie
Oak Park liegt unmittelbar westlich von Chicago und die Gemarkungsgrenze zwischen den beiden Gemeinden wird durch den Austin Boulevard am östlichen Rand und durch die North Avenue im Norden von Oak Park gebildet. Oak Park grenzt entlang der Roosevelt Road im Süden an Cicero von Austin bis Lombard und an Berwyn von Lombard bis Harlem. Harlem bildet auch die westliche Gemeindegrenze. Zwischen Roosevelt Road und South Boulevard grenzt der Ort an Forest Park und zwischen North Boulevard und North Avenue im Westen an River Forest.
Die gesamte Ortschaft Oak Park liegt auf dem Grund des eiszeitlichen Lake Chicago, der während der Wisconsinvereisung den größten Teil der Stadt Chicago bedeckte und dessen Überreste den Michigansee bilden. Ridgeland Avenue im Osten von Oak Park verläuft an der ehemaligen Uferlinie und war einst ein Cliff. Eine der vier kontinentalen Wasserscheiden Nordamerikas verläuft als leichte Erhebung in nordsüdlicher Richtung durch den Ort und trennt die Einzugsgebiete des Sankt-Lorenz-Stromes und des Mississippi River.
Nach Angaben des United States Census Bureau hat die Ortschaft eine Fläche von 12,2 km², die sich ausschließlich auf Landflächen erstrecken.

## Verkehr

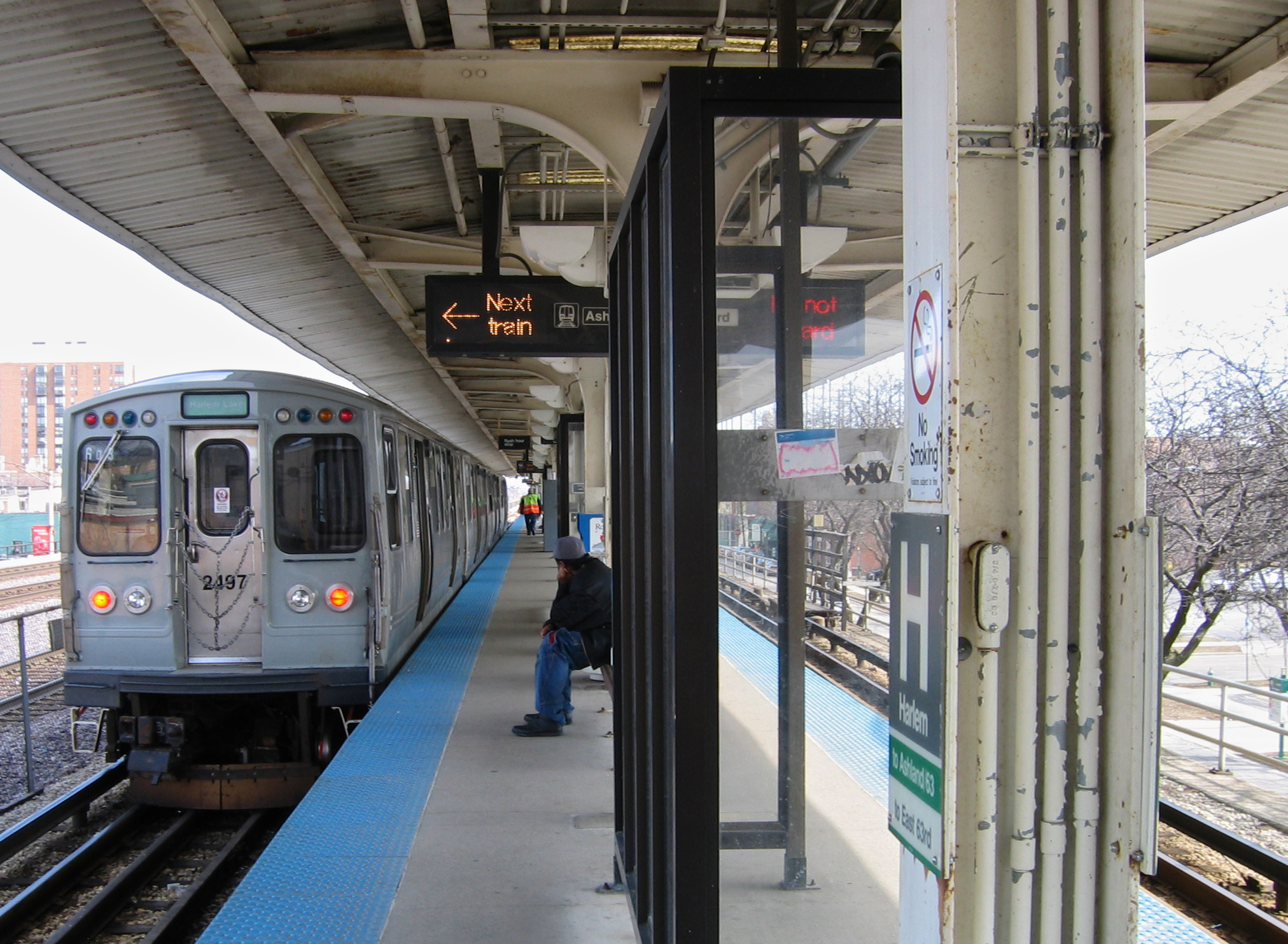
Harlem Station an der Grünen Linie der Chicago “L”

Oak Park kann von Chicago aus durch Verkehrsmittel der Chicago Transit Authority erreicht werden, sowohl die Züge der Blauen als auch Grünen Linie, sowie die METRA Union Pacific/West Line halten an der Metra-Station Oak Park. Die Verbindung zwischen Oak Park und anderen Vororten Chicagos wird auch durch ein System von Omnibussen gewährleistet. Oak Park ist eine von mehr als 20 Ortschaften, die an das Car-sharing-Netz von I-GO angeschlossen sind.
Der Eisenhower Expressway (früher Congress Expressway) im Zuge des Interstate 290 ist die wichtigste Straßenverbindung zwischen Chicago and Oak Park. Oak Park hat seine eigene Systematik bei der Nummerierung von Straßen, die ähnlich von dem in Chicago ist.
Das Radfahren hat in Oak Park eine lange Tradition. Der Augusta Boulevard, der durch die Ortschaft führt, ist Teil des Grand Illinois Trails und der Beginn des Illinois Prairie Path liegt gleich nebenan. Oak Park gilt als eine der meist fahrradfreundlichsten Gemeinden in der Region Chicago und verfügt über eine Vielzahl von aktiven Radfahrervereinigungen. Die Nähe zu Trails und die alten von Bäumen gesäumten Straßen ziehen auch Radfahrer aus der ganzen Region an. In Oak Park gibt es auch ein Taxiunternehmen, das Personen mit Fahrradrikschas befördert und auch Führungen anbietet.

## Stadtviertel
Obwohl Oak Park sich auf einem geographisch engbeschnittenem Gebiet befindet, umfasst die Ortschaft doch völlig unterschiedliche Viertel. Die nördlichen Gebiete Oak Parks, gewöhnlich nördlich der Lake Street, sind traditionell die wohlhabendsten Gebiete der Gemeinde, in denen sich auch das Frank Lloyd Wright-Prairie School of Architecture Historic District befindet. Regelrechte Herrenhäuser finden sich im nördlichen Abschnitt Oak Parks, insbesondere an der von Bäumen gesäumten Chicago Avenue und an der nördlichen Oak Park Avenue. Das Gebiet zwischen Lake Street und Madison Street oder auch die Mitte von Oak Park besteht aus unterschiedlichen Architekturstilen und spiegelt verschiedene Einkommensschichten wider; Bauten aus viktorianischer Zeit im 19. Jahrhundert wechseln sich mit kleineren Bauwerken aus der Zeit nach dem Zweiten Weltkrieg ab. Oak Park südlich der Madison Street wird allgemein als ein Gebiet mit niedrigerem Einkommen bezeichnet, in welchem viele kleinere und weniger teuer errichtete Häuser stehen. Allerdings ist dies unbegründet, da hier der Seward Gunderson Historic District liegt, in dem einige der ersten Häuser des 20. Jahrhunderts errichtet wurden.
Obwohl es verschiedene Geschäftsviertel in Oak Park gibt, beispielsweise auf dem als I-290 ausgebauten Abschnitt der Oak Park Avenue und der Chicago Avenue in Harlem, ist das Zentrum von Oak Park das wichtigste Viertel für den Handel. Es wird umgrenzt im Westen durch die Harlem Avenue, im Osten durch Oak Park Avenue und Euclid Avenue, im Süden durch South Boulevard und Pleasant Street, sowie im Norden durch die Ontario Street. Hohe Steuern, Verkehrsprobleme und andere Faktoren verursachen allerdings einen wachsenden Leerstand. Kleine unabhängige Tante-Emma-Läden wurden geschlossen und sind durch Filialketten wie Starbucks ersetzt worden. Über die Gründe und die Möglichkeiten einer Lösung hat es innerhalb der Stadtverwaltung erhitzte Debatten gegeben.

## Demographie
Beim United States Census 2000 wurden in Oak Park 52.524 Einwohner in 23.079 Haushalten und 12.970 Familien gezählt. Die Bevölkerungsdichte betrug 4.314,8 Einwohner/km². Die Zahl der Wohneinheiten war 23.723, das entspricht einer Dichte von 1.948,8 Wohnungen/km².
Die Einwohner bestanden im Jahre 2000 zu 68,78 % aus Weißen, 22,44 % Afroamerikanern, 0,15 % Native American, 4,15 % Asiaten, 0,03 % Pacific Islander, 1,63 % stammten von anderen Rassen und 2,82 % von zwei oder mehr Rassen ab. 4,52 % der Bevölkerung gaben beim Census an, Hispanos oder Latinos zu sein.
In 29,5 % der Haushalte lebten Kinder unter 18 Jahren und in 41,1 % der Haushalte lebten verheiratete Paare zusammen, 11,6 % der Haushalte hatten einen weiblichen Haushaltsvorstand ohne anwesenden Ehemann und 43,8 % der Haushalte bildeten keine Familien. 37,0 % aller Haushalte bestanden aus Einzelpersonen und in 8,6 % war jemand im Alter von 65 Jahren oder älter alleinlebend. Die durchschnittliche Haushaltsgröße war 2,26 Personen und die durchschnittliche Familie bestand aus 3,06 Personen.
Von der Einwohnerschaft waren 24,2 % weniger als 18 Jahre alt, 6,7 % entfielen auf die Altersgruppe von 18 bis 24 Jahre, 35,2 % waren zwischen 25 und 44 Jahre alt und 24,4 % zwischen 45 und 64 Jahre. 9,5 % waren 65 Jahre alt oder älter. Das Durchschnittsalter war 36 Jahre. Auf jeweils 100 Frauen entfielen 86,9 Männer; bei den über 18-Jährigen entfielen auf 100 Frauen jeweils 82,2 Männer.
Das Durchschnittseinkommen pro Haushalt betrug 59.183 US-$ und das mittlere Familieneinkommen war 81.703 US-$. Die Männer verfügten durchschnittlich über ein Einkommen von 51.807 US-$, gegenüber 40.847 US-$ für Frauen. Das Pro-Kopf-Einkommen belief sich auf 36.340 US-$. Etwa 3,6 % der Familien und 5,6 % der Bevölkerung lebten unterhalb der Armutsgrenze; dies betraf 5,8 % derer unter 18 Jahren und 7,9 % der Altersgruppe 65 Jahre oder älter.

## Bildung

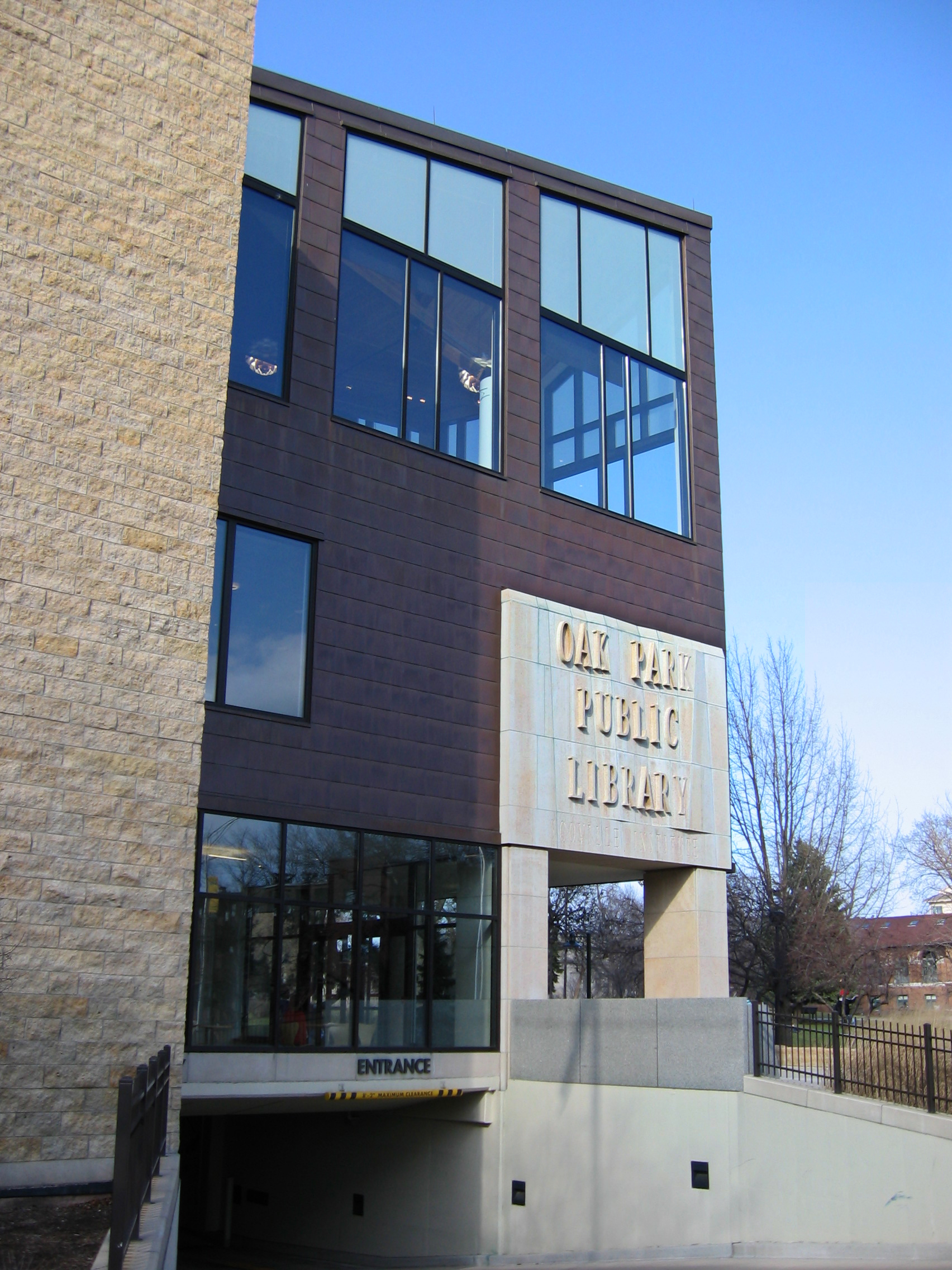
Oak Parks öffentliche Bibliothek

Die acht öffentlichen Elementarschulen und die beiden Mittelschulen werden durch den Oak Park Elementary School District betrieben. Oak Park ist auch die Heimat von zwei Highschools: Oak Park and River Forest High School (meist als OPRF bekannt) – eine öffentliche Schule, die gemeinsam von den Nachbargemeinden Oak Park und River Forest unterhalten wird – und Fenwick High School, eine katholisch getragene Collegevorbereitungsschule, die von Dominikanern betrieben wird. Beide High Schools, zwischen denen manche Rivalitäten sehen, haben eine lange Geschichte hoher akademischer Standards. OPRF besticht beispielsweise durch eine herausragende Alumni (ein traditioneller Preis für Exzellenz), den unter anderem die Absolventen Ernest Hemingway, Ray Kroc, Dan Castellaneta, Schauspielerin Mary Elizabeth Mastrantonio, Ballettballerina Helene Alexopoulos und Astronom Chad Trujillo erhalten haben. OPRF ist auch eine der wenigen High Schools des Landes, die Schüler in die Cum Laude Society vorschlagen können, eine von sieben solcher Schulen im Staat Illinois.

## Architektur in Oak Park

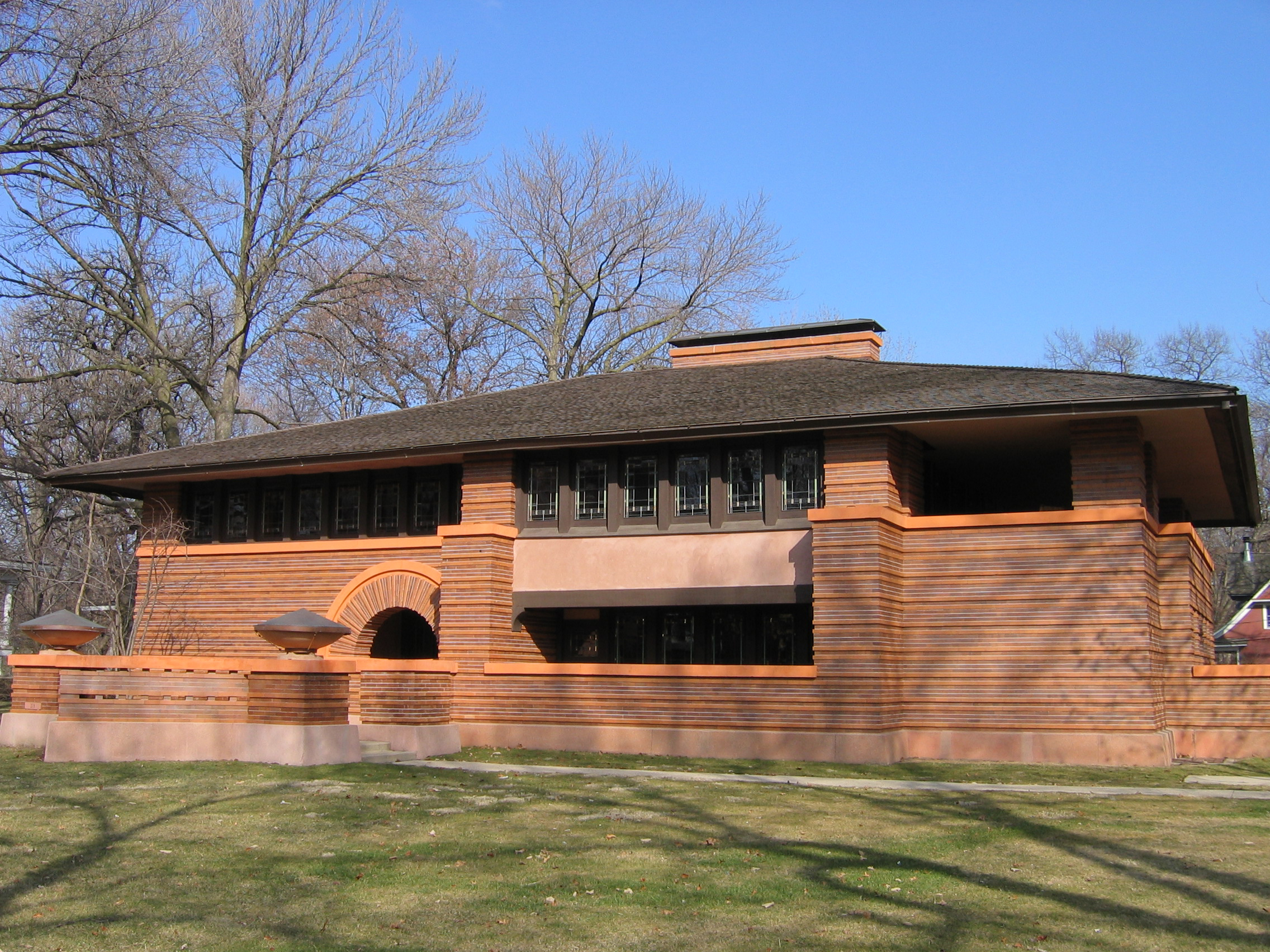
Haus auf der Forest Avenue

Frank Lloyd Wright verbrachte die ersten 20 seiner 70 Jahre dauernden Karriere in Oak Park. Er lebte und arbeitete zwischen 1889 und 1909 in der Gemeinde, wo er zahlreiche Häuser plante, einschließlich seines eigenen. Hier finden sich Wrights früheste eigenständige Werke wie das Winslow House (im benachbarten River Forest), aber auch erste Beispiele seiner Häuser im Prairie Style. Er entwarf auch den Unity Temple, ein Kirchengebäude der Unitarier, das zwischen 1905 und 1908 entstand. Mehrere weitbekannte Architekten und Künstler wie Richard Bock, William Eugene Drummond, Marion Mahony Griffin und Walter Burley Griffin, arbeiteten damals mit Wright in dessen Studio in Oak Park zusammen und trugen ihren Teil zu dessen Werk in jener Zeit bei. Viele Gebäude in Oak Park wurden durch andere Architekten der Prairie School, wie etwa George W. Maher, Robert C. Spencer, John Van Bergen und E. E. Roberts entworfen. Außerdem sind verschiedene Gebäude in anderen Baustilen des ausgehenden 19. Jahrhunderts und des frühen 20. Jahrhunderts über das Stadtgebiet verteilt.

## Sehenswürdigkeiten
- Frank Lloyd Wright Home and Studio
- Oak Park Conservatory
- Unity Temple
- Oak Park and River Forest High School

## Persönlichkeiten

### Persönlichkeiten, die vor Ort gewirkt haben
Oak Park ist der Geburtsort des Psychologen Carl Rogers, der Schriftsteller Ernest Hemingway, Richard Bach, Edith Nash, Andrew Greeley und Agnes Newton Keith, sowie der Schauspieler William Bishop, Bob Newhart und Betty White (aus „Golden Girls“). Frank Lloyd Wright wohnte in Oak Park und einige der von ihm entworfenen Gebäude sind über das Stadtgebiet verteilt. Oak Park war im 19. Jahrhundert auch Heimatstadt des evangelischen Christen und Zionisten William Eugene Blackstone. Auch aus Oak Park stammen der Gründer von McDonald’s Ray Kroc, der Frauenarzt Kermit E. Krantz, die Komödiantinnen Kathy Griffin und Judy Tenuta, die Schauspieler Thomas Lennon und Johnny Galecki, die Journalistin Dorothy Thompson, der Regisseur George Schaefer, der Geochemiker Wallace S. Broecker, der ehemalige Cheftrainer der Denver Broncos, Mike Shanahan, der New Yorker Erzbischof Edward Michael Egan, sowie Matthew und Eleanor Friedberger von der Independent-Rockgruppe The Fiery Furnaces, die Schriftstellerin Carol Shields, der Künstler Leslie Erganian, die Drehbuchautorin Jessica Bendinger und die englische Stimme von Homer Simpson, Dan Castellaneta.
Die Comic-Künstler Chris Ware und Gene Ha wohnen ebenso in Oak Park, wie der frühere „Frasier“-Darsteller John Mahoney, der Rocker Ben Weasel, der Astronaut Lee Archambault, sowie der Moderator der NPR-Sendung „Wait Wait...Don’t Tell Me!“, Peter Sagal. Zu den bekannten früheren Bewohnern gehören der Tarzan-Erfinder Edgar Rice Burroughs, der Chemiker Percy Lavon Julian, der Unternehmer Richard Sears, der langjährige Besitzer der Chicago Bears, George Halas, der Astronaut Joseph Kerwin, der Poet Charles Simic, der Rapper Ludacris, Schauspieler und Filmemacher Kieran Brandon Ford; der Fernsehjournalist, Autor und Meteorologe Tim Joyce, der Kryptograph Bruce Schneier, der Journalist und Drehbuchautor Charles MacArthur, die Mafiosi Sam Giancana und Tony Spilotro, der Astronom Chad Trujillo, der Wirtschaftsautor Steven Levitt, der Regisseur John Sturges und Schauspieler Mason Gamble.

### Musikbands
- The Fiery Furnaces (gegründet 2000), Indie-Rock-Band